# Vocabulaire de la psychanalyse
Le Vocabulaire de la psychanalyse de Jean Laplanche et Jean-Bertrand Pontalis, publié initialement en 1967, est un ouvrage de référence qui rassemble les principaux concepts de la psychanalyse.

## Histoire
Ce n'est « ni un dictionnaire ni une encyclopédie, mais un recueil des concepts majeurs de la psychanalyse »: ainsi commence l'article de Jean-Louis Brenot sur le « Vocabulaire de la psychanalyse » dans le Dictionnaire international de la psychanalyse . En effet, l'ouvrage propose une « réflexion sur les concepts que Freud et d'autres à sa suite ont progressivement élaborés pour rendre compte des découvertes de la psychanalyse ». Il s'agit aussi de montrer la longue évolution de la pensée de Freud, tout en en éclairant les ambiguïtés, et en explicitant les éventuelles contradictions.

### Les auteurs
Jean Laplanche (1924-2012) est philosophe de formation, psychanalyste et professeur des universités, il a dirigé la traduction française des Œuvres complètes de Freud / Psychanalyse (OCF.P) aux PUF. J.-B. Pontalis (1924-2013) est également philosophe de formation, psychanalyste, essayiste, il participe à la création de la Nouvelle Revue de psychanalyse. Jean Laplanche et J.-B. Pontalis sont membres fondateurs de l'Association psychanalytique de France, en 1964.

La naissance du Vocabulaire est née aussi de l'histoire d'une amitié qui lie les deux auteurs depuis 1941, quand ils arrivent en classe préparatoire de lettres supérieures au lycée Henri-IV à Paris. Leur projet commun est alors de préparer l'agrégation de philosophie qu'ils réussiront tous deux. Ils suivront ensuite des voies différentes, l'enseignement pour Pontalis, qui sera dix ans plus tard assistant de recherche au CNRS, des études de médecine pour Laplanche qui, dix ans plus tard, sera quant à lui  maître-assistant à la Sorbonne. Ils vont se retrouver l'un et l'autre « sous l'autorité de Daniel Lagache, professeur et directeur de collection aux Puf », autour d'un autre projet commun, le Vocabulaire de la psychanalyse.

### Conception de l'ouvrage
L'impulsion pour débuter ce travail vient ainsi du psychiatre et psychanalyste Daniel Lagache (1903-1972), également membre fondateur de l'APF. Celui-ci souhaite publier l'ouvrage dans la collection qu'il a créée et qu'il dirige aux Puf, la « Bibliothèque de psychanalyse et de psychologie clinique ». Au sujet des deux auteurs, il rappelle dans la préface qu'il donne au livre que « La consultation de la littérature psychanalytique et la réflexion sur les textes, la rédaction des projets d’article, la révision de ces projets et leur mise au point terminale exigèrent d’eux près de huit ans de travail, travail fécond, certes, mais aussi astreignant et parfois fastidieux » et il souligne que « sans l’effort de “pionniers” de Laplanche et de Pontalis, le projet conçu vingt ans plus tôt, ne serait pas devenu ce livre ».

Un projet précédent de Daniel Lagache qui consistait, avec un groupe de chercheurs, à « élaborer un dictionnaire des termes utilisés en sciences humaines », avait échoué. Connaissant « l'intérêt de Laplanche et Pontalis pour la psychanalyse », Lagache leur propose « d'écrire le Vocabulaire ». Les deux auteurs y travailleront de 1960 à 1967.

### Contexte dans l'histoire de la psychanalyse en France
L'élaboration du Vocabulaire de la psychanalyse par Laplanche et Pontalis se déroule à l'époque du « retour à Freud » auquel Jacques Lacan a appelé au cours de la décennie précédente dans les années 1950, et autour duquel ce dernier développe sa pensée. De ce fait, les deux auteurs « effectuent un véritable travail de recherche », qui ne se limite pas à leur seul savoir préalable en matière de psychanalyse. Par ailleurs, il faut compter avec la fondation de l'Association psychanalytique de France en 1963, où « se retrouvent Lagache, Laplanche et Pontalis qui prennent leurs distances avec Lacan ».

Beaucoup plus tard, lorsque J.-B. Pontalis revient sur cette période du Vocabulaire de la psychanalyse écrit avec Jean Laplanche, il dira que « sans renier un seul instant le Vocabulaire et tout ce que [lui] a apporté ce “retour à Freud”  qui était aussi une prise de distance à l'égard de Lacan », il a ressenti « la nécessité de [s]'en déprendre. Ce qui mit un terme à “une plume pour deux” ». Il évoque alors au sujet de cette « déprise » le fameux « couple Laplanche et Pontalis », en précisant que la formule n'est pas de lui, mais qu'elle provient d' « usagers de l'ouvrage pas toujours bienveillants ».

## Diffusion: éditions et traductions
En 2005, dans le Dictionnaire international de la psychanalyse, Jean-Louis Brenot comptabilise treize éditions du Vocabulaire de la psychanalyse, qui ont suivi la première édition de 1967.  Depuis 1997, le Vocabulaire est accessible au grand public dans la collection PUF/Quadrige.
Le Vocabulaire de psychanalyse de Laplanche et Pontalis est « à l'évidence l'ouvrage français le plus référencé dans l'ensemble de la littérature psychanalytique internationale », constate Brenot.
La première traduction en anglais a été réalisée « grâce à la collaboration et à l'amitié entre Masud Khan et Pontalis ». Brenot ajoute: « La possibilité pour les psychanalystes anglo-saxons d'accéder à un ouvrage français fut alors considérée comme un exploit ».
Le Vocabulaire est traduit en 17 langues,.

## Choix des concepts
Trois cents concepts ont été retenus par les auteurs, issus principalement de l'œuvre de Freud.
On peut noter:
- des concepts kleiniens : bons et mauvais objets, position dépressive, position paranoïde ;
- des concepts lacaniens : forclusion, symbolique, stade du miroir ;
- un concept jungien : complexe d'Électre ;
- un concept d'Adler : complexe d'infériorité ;
- l'hospitalisme de Spitz ;
- l'objet transitionnel de Winnicott.

La position théorique des auteurs apparaît à l'occasion de certains articles :
- développement plus long de concepts comme le Moi ou la pulsion de mort ;
- rejet de l'Ego psychology ;
- « réserves devant les théorisations lacaniennes et kleiniennes » ;
- concepts émergents comme l'après-coup et l'étayage, lesquels sont « autant de jalons qui indiquent la direction de l'œuvre ultérieure de Jean Laplanche »[1].

## Éditions

### Édition française
- Jean Laplanche et J.-B. Pontalis, Vocabulaire de la psychanalyse, Paris, Puf, 1re éd. 1967, 8e éd. 1984, 13e éd. 1997  (ISBN 2 13 038621 0)
- Réédition « PUF/Quadrige », [1997], 5e éd. 2007.

### Quelques traductions parmi les dix-sept citées
- (it) Enciclopedia della psicoanalisi, Roma-Bari, Laterza, 1968, 1997.
- (de) Das Vokabular der Psychoanalyse, Frankfurt a.M., Suhrkamp, 1973.
- (en) The Language of Psycho-Analysis, New York, Norton, 1974.